# Ghigi (Radsportteam)
Ghigi, Ghigi–Ganna oder Ghigi–Coppi war ein italienisches Radsportteam, das von 1958 bis 1962 bestand.

## Geschichte
Das Team wurde 1958 gegründet. Hauptsponsor war ein italienischer Hersteller von Pasta. Co-Sponsoren waren 1958 und 1959 zwei verschiedene Fahrradhersteller. Nach der Saison 1962 löste sich das Team auf.

## Erfolge
1958
- eine Etappe Giro d’Italia
- Dwars door Vlaanderen
- Giro della Toscana
- Heistse Pijl
- GP Zele
- zwei Etappen Paris-Nizza
- Elfstedenronde

1959
- eine Etappe Giro d’Italia
- Mailand–Turin
- Heistse Pijl
- Coppa Sabatini
- Giro di Campania
- Giro del Veneto
- zwei Etappen Belgien-Rundfahrt
- eine Etappe Paris-Nizza
- Coppa Collecchio

1960
- Hoegaarden-Antwerpen-Hoegaarden
- Omloop van Oost-Vlaanderen
- zwei Etappen Sizilien-Rundfahrt

1961
- Coppa Cicogna
- Giro di Campania
- Giro d’Abruzzo
- Schaal Sels Merksem

1962
- eine Etappe Tour de France
- drei Etappen und Bergwertung Giro d’Italia
- Giro del Veneto
- Giro della Provincia di Reggio Calabria
- Giro di Romagna
- Trofeo Matteotti
- Coppa Bernocchi
- Milano–Mantova
- Mailand-Vignola

## Monumente-des-Radsports-Platzierungen
| Monument                 | 1958 | 1959 | 1960 | 1961 | 1962 |
| ------------------------ | ---- | ---- | ---- | ---- | ---- |
| Mailand–Sanremo          | 10   | 17   | 17   | 27   | 5    |
| Flandern-Rundfahrt       | 9    | 33   | –    | –    | –    |
| Paris–Roubaix            | 37   | 27   | –    | –    | –    |
| Lüttich–Bastogne–Lüttich | 9    | 11   | –    | 21   | –    |
| Lombardei-Rundfahrt      | 5    | 9    | 10   | 9    | 2    |

## Grand-Tour-Platzierungen
| Grand Tour         | 1958 | 1959 | 1960 | 1961 | 1962 |
| ------------------ | ---- | ---- | ---- | ---- | ---- |
| Giro d’ItaliaGiro  | 26   | 23   | 5    | 36   | 11   |
| Tour de FranceTour | –    | –    | –    | –    | 48   |

## Bekannte Fahrer
- Willy Vannitsen (1958)
- André Vlayen (1958)
- Rino Benedetti (1959–1960)
- Livio Trapè (1961–1962)
- Diego Ronchini (1962)
- Angelino Soler (1962)
- Pierino Baffi (1962)